# Boljka
Boljka je priimek v Sloveniji, ki ga je po podatkih Statističnega urada Republike Slovenije na dan 1. januarja 2010 uporabljalo 40 oseb in je med vsemi priimki po pogostosti uporabe uvrščen na 8.711. mesto.

## Znani nosilci priimka
- Janez Boljka (1931–2013), kipar, slikar in grafik
- Miha Boljka (*1971), likovni umetnik, slikar
- Stanko Boljka (1921–2014), lazarist, teolog, misijonar